# Roman Jasinski
Pour les articles homonymes, voir Jasinski.
Roman Jasinski (Varsovie, 1907 - Tulsa, Oklahoma, 16 avril 1991) est un danseur polonais.
Après des études à Varsovie, il danse dans la compagnie d'Ida Rubinstein en 1928, puis avec Serge Lifar, avant de rejoindre les Ballets russes de Monte-Carlo de 1933 à 1950.
Il est connu pour avoir servi de modèle pour le film Fantasia (1940) de Walt Disney et avoir fondé, avec Moscelyne Larkin, une compagnie de ballet à Tulsa en 1956.